# Seifartsdorf
Seifartsdorf ist ein Ortsteil von Silbitz im Saale-Holzland-Kreis in Thüringen.

## Lage
Seifartsdorf ist der am weitesten östlich gelegene Ort des Kreises. Das Dorf ist von Wäldern und Anhöhen sowie westlich vom auffälligen Dolomit-Tagebau Caaschwitz umrahmt. Die Bundesstraße 7 und die Weiße Elster sowie die Bahnstrecke Gera-Leipzig verlaufen im Osten nahebei.

## Geschichte
Das Dorf wurde erstmals 1274 urkundlich erwähnt.
Seifartsdorf gehörte zum wettinischen Kreisamt Eisenberg, welches aufgrund mehrerer Teilungen im Lauf seines Bestehens unter der Hoheit verschiedener Ernestinischer Herzogtümer stand. 1826 kam der Ort mit dem Südteil des Kreisamts Eisenberg und der Stadt Eisenberg vom Herzogtum Sachsen-Gotha-Altenburg zum Herzogtum Sachsen-Altenburg. Ab 1920 gehörte er zum Freistaat Thüringen.
In der Flur von Seifartsdorf befinden sich im Bereich der alten Straße am Ostrand der Grolle acht Grabhügel der Jungsteinzeit. Bei Ausgrabungen fand man Grabeinbauten und Steinplatten. Die zwei am besten erhaltenen Grabhügel sind mit einer Eich gekennzeichnet worden. Vier Grabhügel wurden 1924 ausgegraben. Am 16. März 2004 wurde Seifartsdorf nach Silbitz eingemeindet. 150 Einwohner lebten 2011 im Ort.
→ Siehe auch Dorfkirche Seifartsdorf